# Heyersdorf
Heyersdorf é um município da Alemanha localizado no distrito de Altenburger Land, estado da Turíngia.

## Demografia
Evolução da população (em 31 de dezembro):
| - 1994 - 184 - 1995 - 183 - 1996 - 184 - 1997 - 177 | - 1998 - 166 - 1999 - 166 - 2000 - 159 - 2001 - 153 | - 2002 - 157 - 2003 - 150 - 2004 - 151 |

 Fonte: Thüringer Landesamt für Statistik